# Tritonia nelsonii
Tritonia nelsonii är en irisväxtart som beskrevs av John Gilbert Baker. Tritonia nelsonii ingår i släktet Tritonia och familjen irisväxter. Inga underarter finns listade i Catalogue of Life.

## Bildgalleri

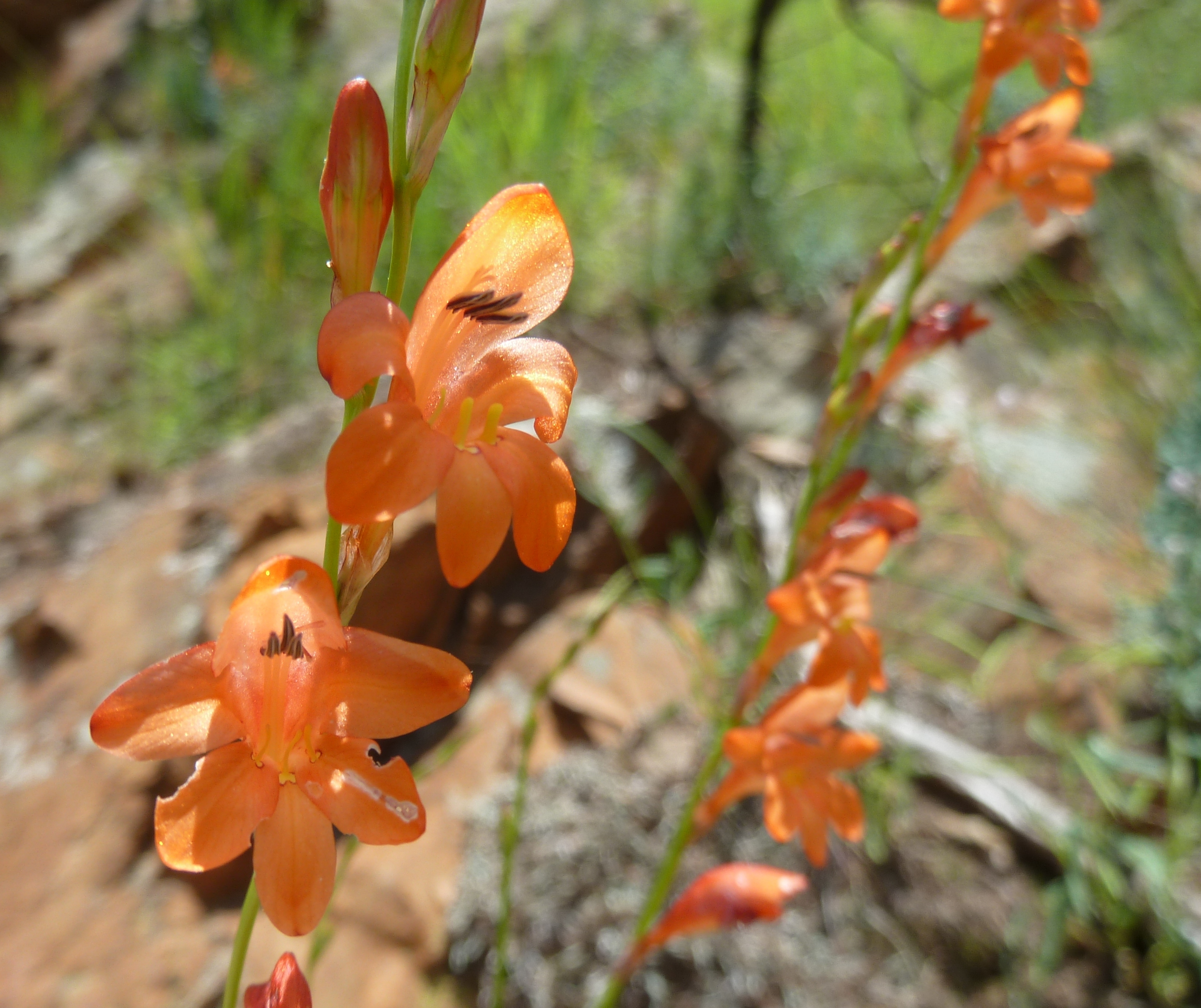
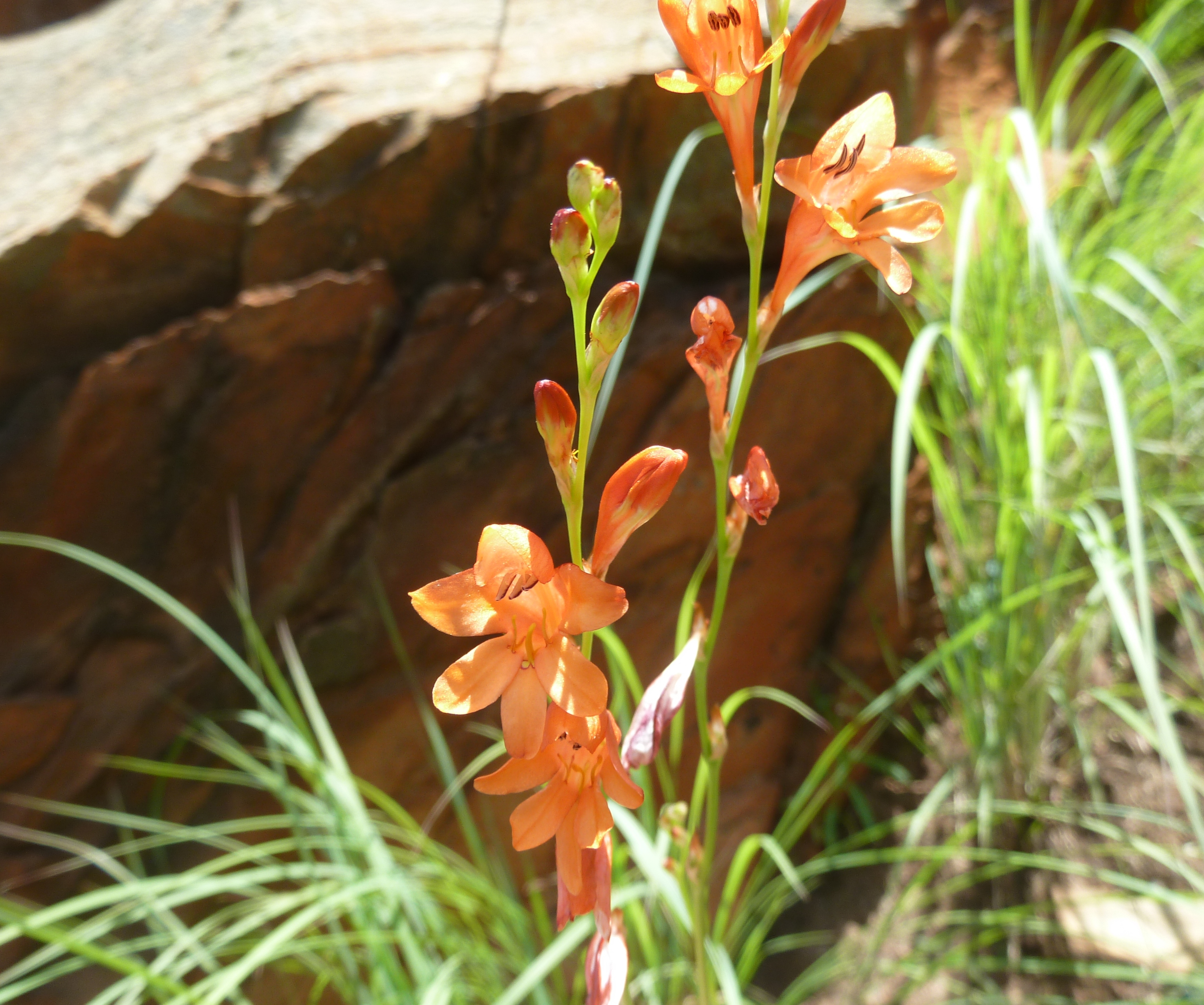
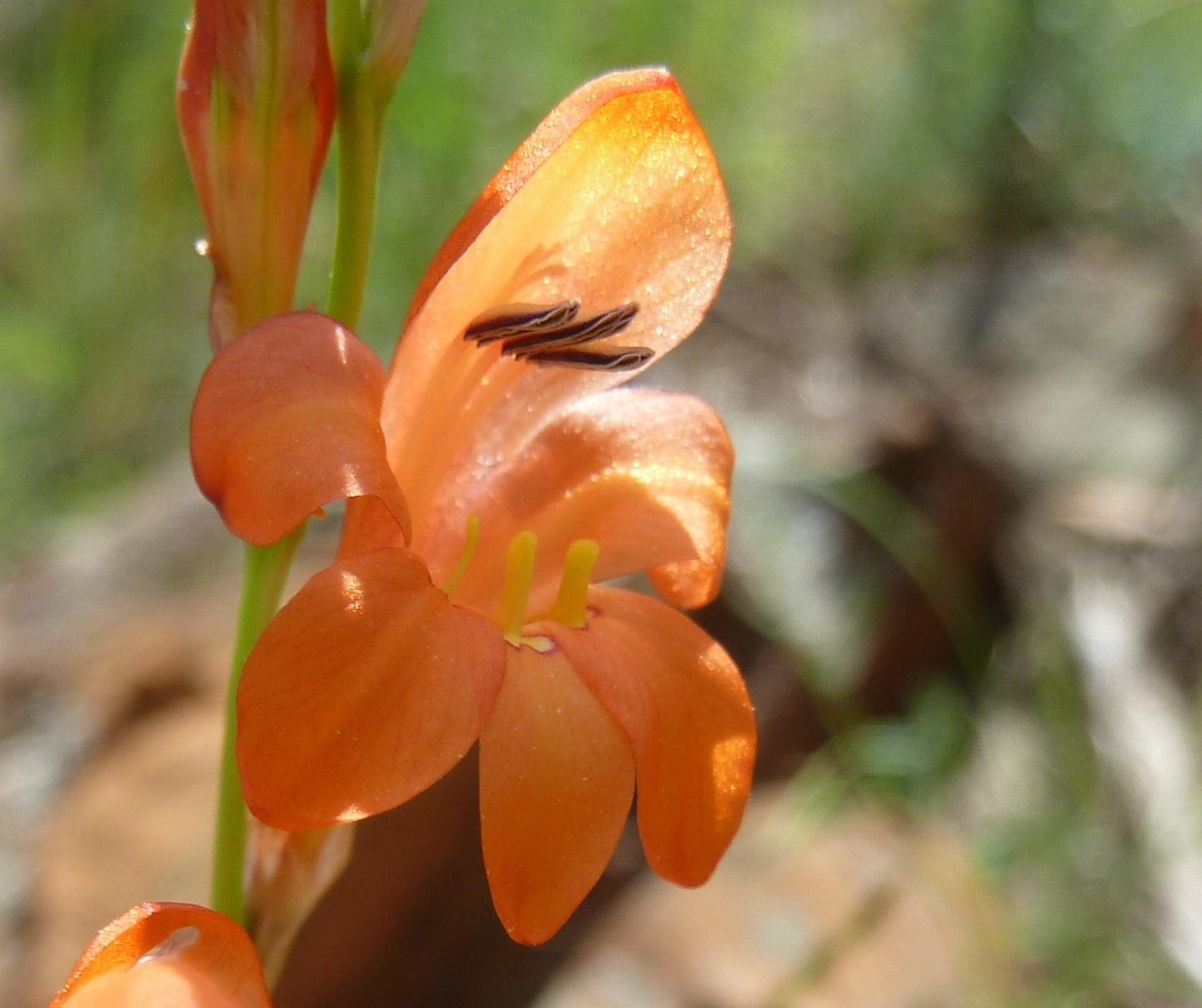
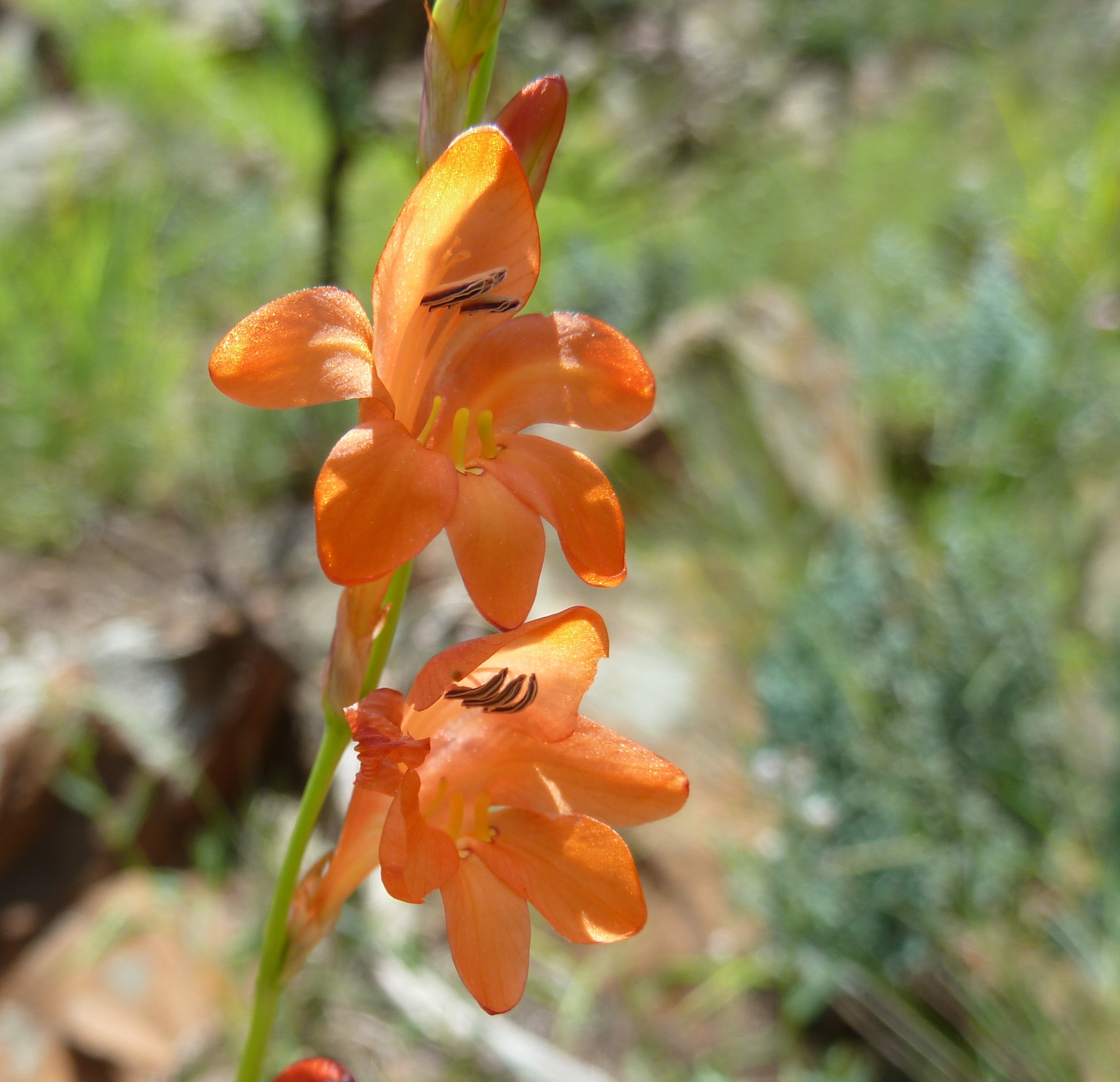